# La revolución (film)
La revolución è  un film argentino del 1973 scritto e diretto da Raúl de la Torre. Fu presentato in occasione della Semana Internacional de Cine de Valladolid, dove vinse il premio al miglior film.

## Trama
Nel Vicereame del Río de la Plata, un creolo che guida un movimento indipendentista viene ferito e aiutato dalla moglie del governatore.

## Produzione
Esquiú recensì negativamente la pellicola, affermando "Mancanza di profondità data all'argomento, eccesso di discorsi".
Anche il critico del giornale La Opinión non apprezzò il film, del quale scrisse: "Si avventura senza profondità nel passato e nel presente dell'Argentina".
Raúl Manrupe e María Alejandra Portela, nel loro volume Un diccionario de films argentinos (1930-1995), lo definirono "Un'allegoria fallita dell'Argentina degli anni '70 che non approfondisce mai l'argomento".
Il negativo di questo film fu bruciato nel 1981 dalla dogana argentina presso la base aerea di El Palomar, durante la dittatura militare.